# Metopa norvegica
Metopa norvegica is een vlokreeftensoort uit de familie van de Stenothoidae. De wetenschappelijke naam van de soort is voor het eerst geldig gepubliceerd in 1851 door Liljeborg.